# Setembre

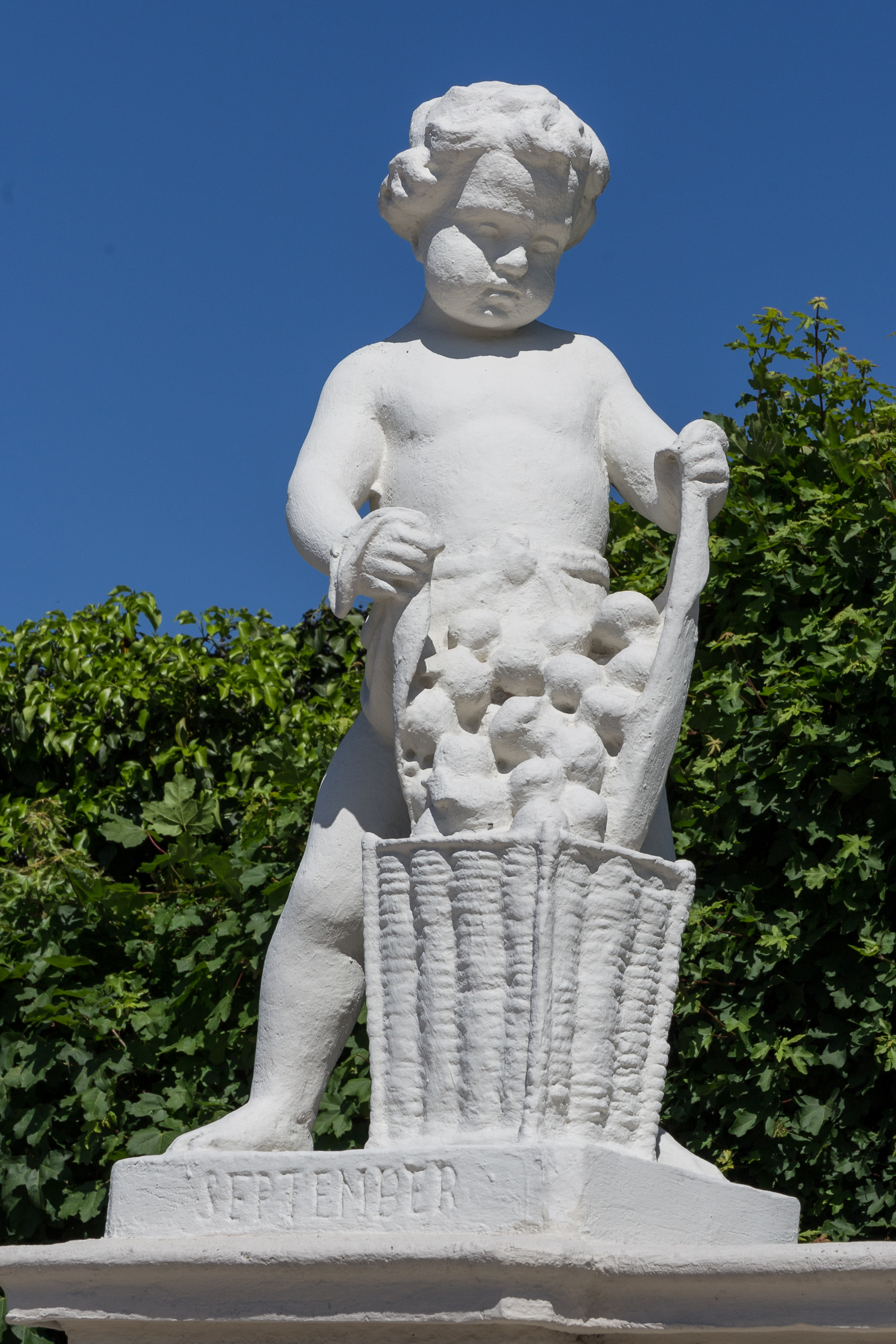
Representació del setembre al jardí de Belvedere, a Viena (Àustria)

El setembre és el novè mes de l'any tant en el calendari gregorià com en el calendari julià, el tercer dels quatre mesos amb una durada de 30 dies i el quart dels cinc mesos amb menys de 31 dies. El setembre a l'hemisferi nord i el març a l'hemisferi sud són estacionalment equivalents.
A l'hemisferi nord, l'inici de la tardor meteorològica és l'1 de setembre. A l'hemisferi sud, l'inici de la primavera meteorològica és l'1 de setembre.
Setembre marca l'inici de l'any eclesiàstic a l'Església ortodoxa oriental. És l'inici del curs acadèmic de molts països de l'hemisferi nord, en què els nens tornen a l'escola després de les vacances d'estiu, de vegades el primer dia del mes.
Setembre (del llatí septem, "set") era originàriament el setè dels deu mesos del calendari romà més antic conegut, el calendari de Ròmul c. 750 aC, amb March (llatí Martius) com a primer mes de l'any potser fins al 451 aC. Després de la reforma del calendari que va afegir gener i febrer a principis d'any, setembre es va convertir en el novè mes, però va conservar el seu nom. Faltaven 29 dies per a la reforma juliana, que va afegir un dia.

## Actes històrics

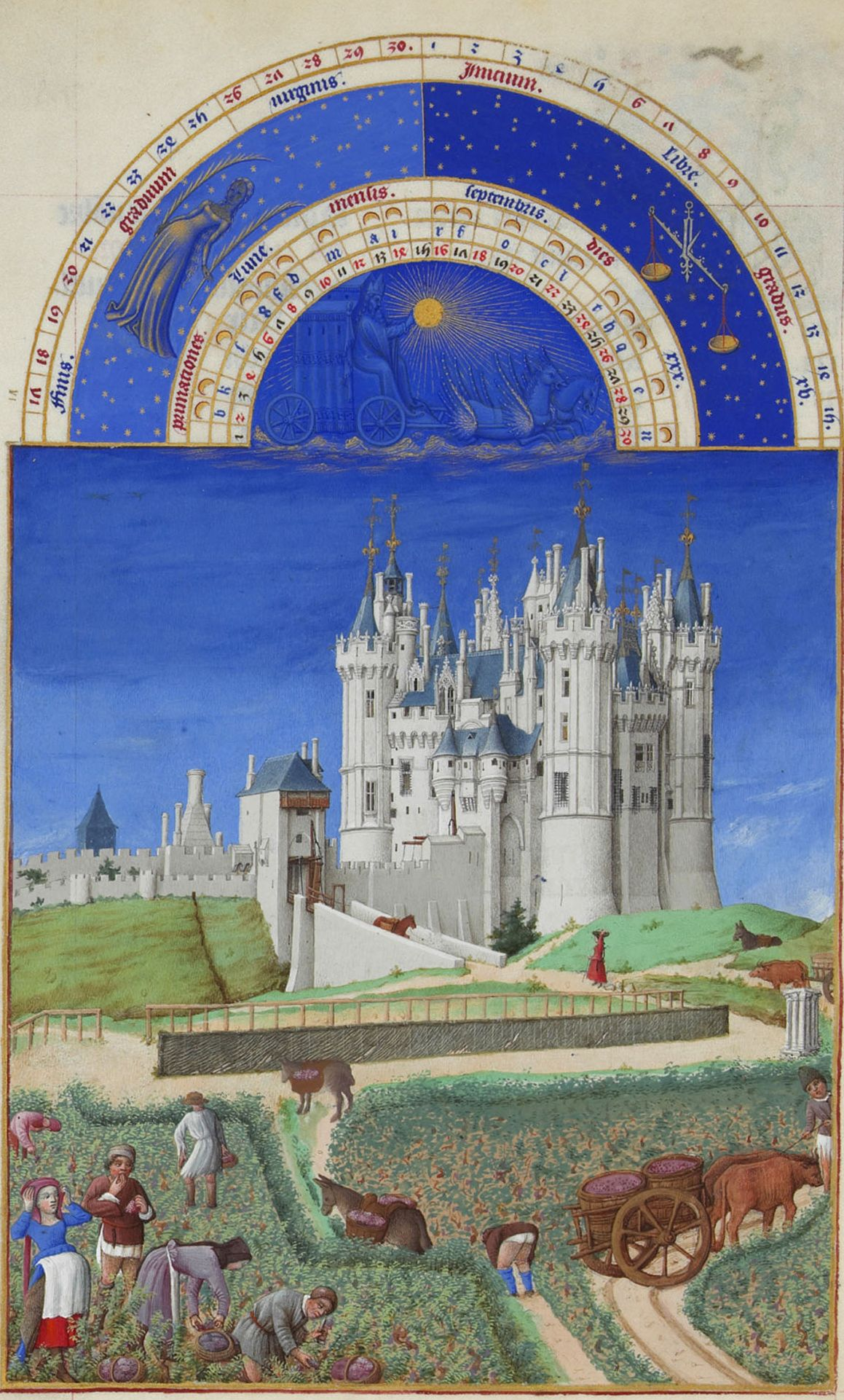
Setembre és una il·lustració del llibre del segle XV Les molt riques hores del Duc de Berry, el manuscrit del qual es conserva a Chantilly.

Les celebracions romanes antigues per al setembre inclouen el Ludi Romani, que originalment se celebrava del 12 al 14 de setembre, posteriorment ampliat del 5 al 19 de setembre. Al segle I aC es va afegir un dia addicional en honor al divinitzat Juli Cèsar el 4 de setembre. Epulum Jovis es va celebrar el 13 de setembre. Ludi Triumphales es va celebrar del 18 al 22 de setembre. El Septimontium se celebrava al setembre, i l'11 de desembre en calendaris posteriors. Aquestes dates no corresponen al calendari gregorià modern.
Setembre s'anomenava "mes de la collita" al calendari de Carlemany. Setembre correspon en part al Fructidor i en part al Vendémiaire de la primera república francesa. El setembre s'anomena Herbstmonat, mes de la collita, a Suïssa. Els anglosaxons anomenaven el mes Gerstmonath, mes de l'ordi, aquest cultiu essent llavors collit habitualment.
El 1752, l'Imperi Britànic va adoptar el calendari gregorià. A l'Imperi Britànic aquell any, el 2 de setembre va ser seguit immediatament pel 14 de setembre.
A Usenet, es diu que setembre de 1993 (Setembre etern) no va acabar mai.

## Iconologia
Setembre, September, està sota la protecció de Vulcà, i comunament es representa com un home que porta únicament sobre la seva esquena una espècie de mantell. Ausoni li fa tenir un llangardaix i a més al costat d'ell les cubes i altres gots preparats per a rebre els brous de la verema.
Setembre va rebre diferents noms en l'Antiga Roma: 
es va dir Tiberius per acord del Senat en honor de l'emperador Tiberi el qual segons Suetoni no va voler acceptar aquesta distinció
es va dir Germanicus segons mandat de Domicià per les victòries que va aconseguir sobre els Germànics
va adoptar el nom de Antoninus per acord del Senat en honor d'Antoní Pius
Herculeus el va anomenar Còmmode en honra d'Hèrcules
Tàcit va ser nomenat l'emperador Tàcit perquè ell va néixer en aquest mateix mes.

## Astronomia i astrologia

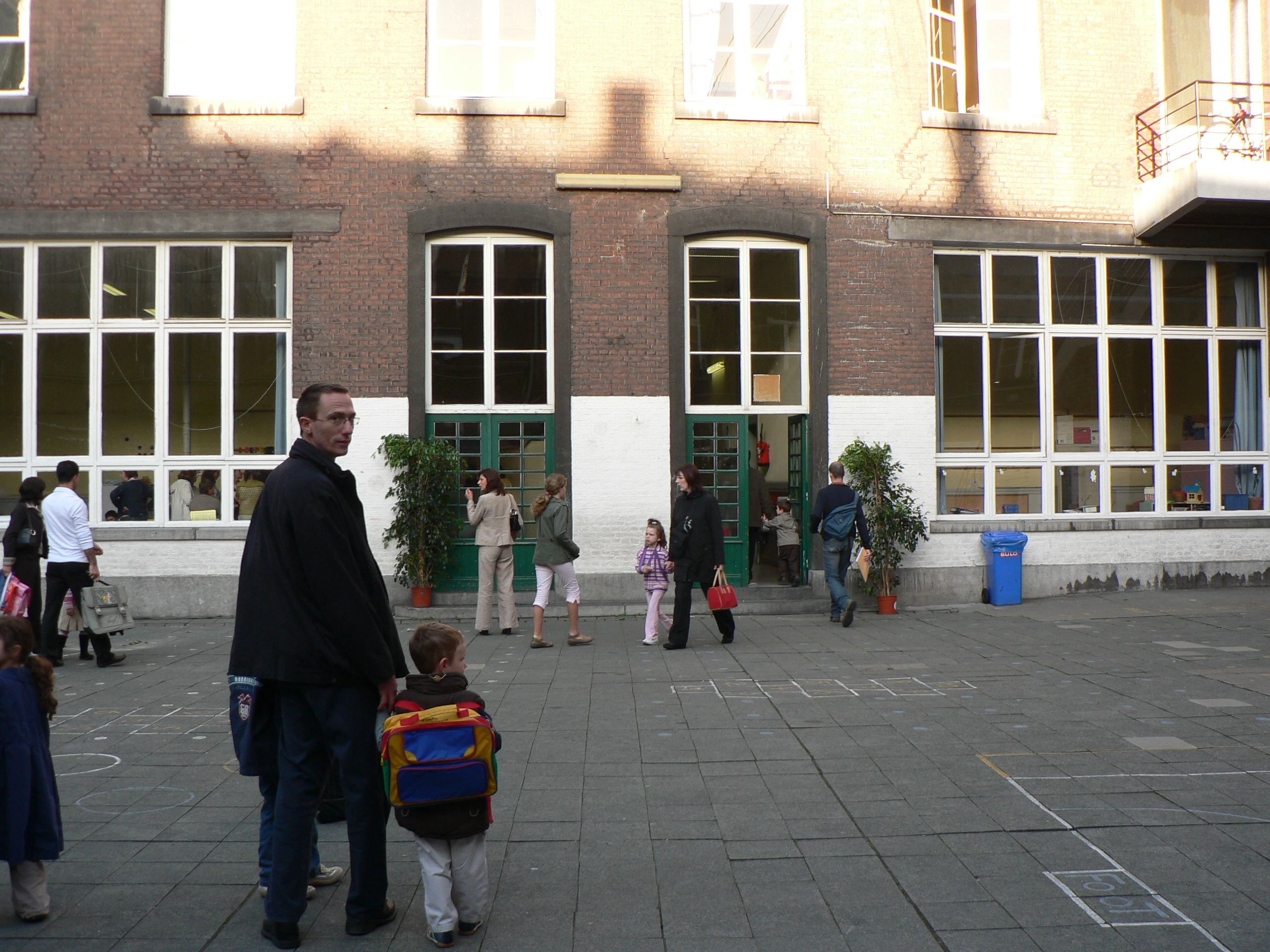
L'escola comença al setembre en diversos països, com a Bèlgica. De fet, en 16 països europeus les classes comencen el dia 1 de setembre, en 4 països la primera setmana de setembre i en 9 països a mitjans de mes.

L'equinocci de setembre té lloc en aquest mes i al seu voltant s'organitzen diverses celebracions. És l'⁣equinocci de tardor a l'hemisferi nord i l'equinocci de primavera a l'hemisferi sud. Les dates poden variar del 21 de setembre al 24 de setembre (en UTC).
Setembre es troba principalment en el sisè mes del calendari astrològic (i la primera part del setè), que comença a finals de març/Mart/Àries.

## Símbols

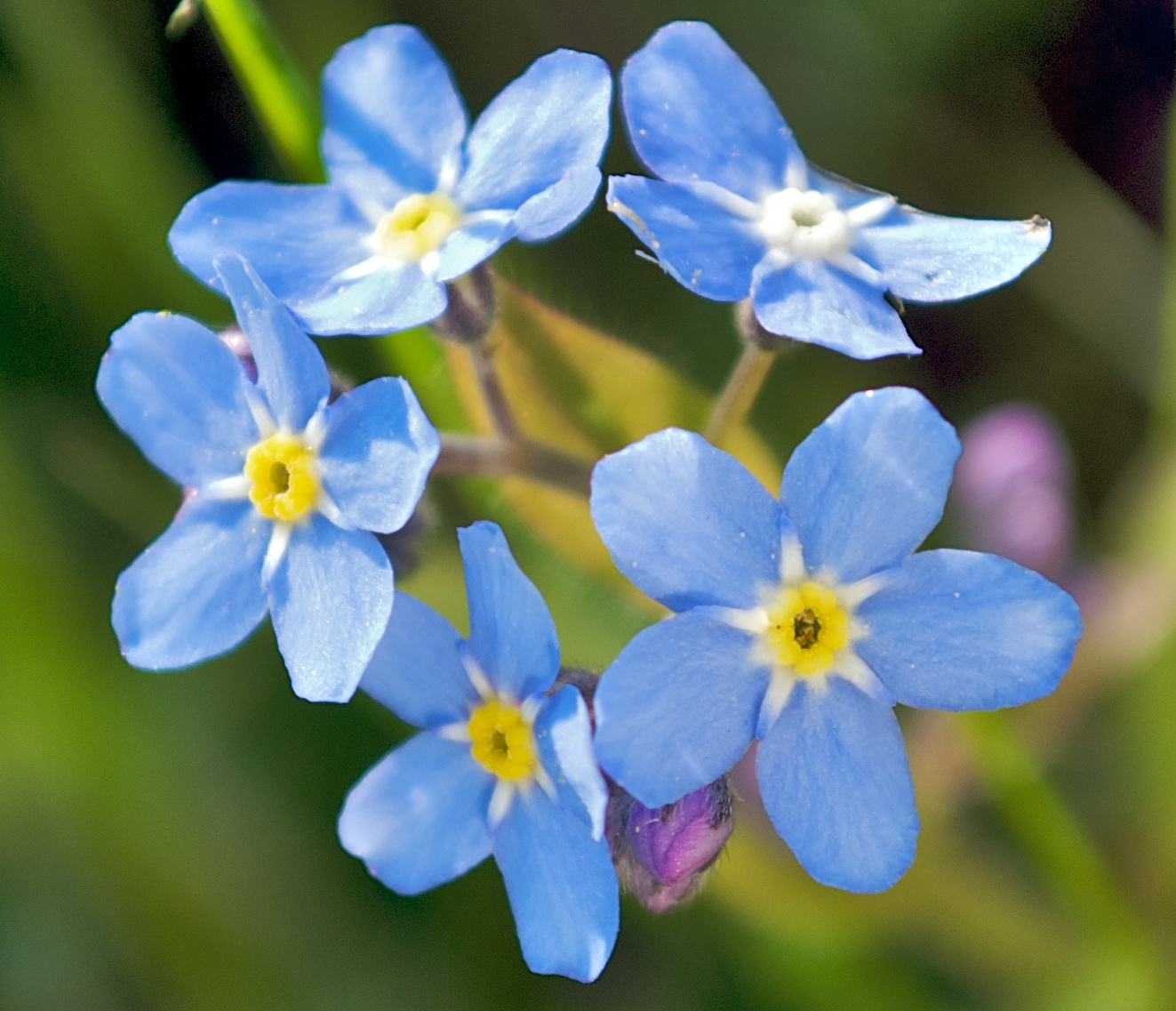
Myosotis, coneguda en anglès i altres llengües com a No m'oblidis, és una planta que surt al setembre.

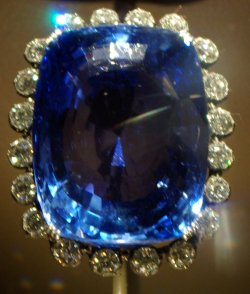
El safir és la pedra preciosa que es relaciona amb el mes de setembre en la classificació de les pedres de naixement o birthstone..

Hi ha una tradició que relaciona pedres precioses amb mesos, que en el cas del setembre el relaciona amb el safir.
Les flors de naixement de setembre són el myosotis, la glòria del matí i l'àster.
Els signes del zodíac del mes de setembre són Verge (fins al 22 de setembre) i Balança (a partir del 23 de setembre).

## Esdeveniments als Països Catalans
- La Setmana del Llibre en català[12]
- El 8 de Setembre del 2024, Montserrat celebra 1.000 anys de la seva creació
- L'11 de setembre és la Festa Nacional de Catalunya.[13]
- L'11 de setembre de 2001 va ocórrer l'atemptat a les Torres Bessones.[14]
- Del 12 al 15 de setembre la Festa Local de Graus, a la Ribagorça.[15]
- Els dies 12 i 13 de setembre del 1993, Reus celebra la IX Ciutat Gegantera de Catalunya, amb la participació de més de 120 colles geganteres
- Els dies 20 i 21 de setembre del 2024, se celebra el 2n acte dels 600 anys de gegants a Catalunya i al Món, la Trobada Internacional de Gegants per les Festes de la Mercè del 2024
- El 23 de setembre la ciutat de Tarragona celebra Santa Tecla
- El 24 de setembre la ciutat de Barcelona celebra la patrona de la Mercè.
- El 25 de setembre la ciutat de Reus celebra les Festes de Misericòrdia.

## Altres esdeveniments

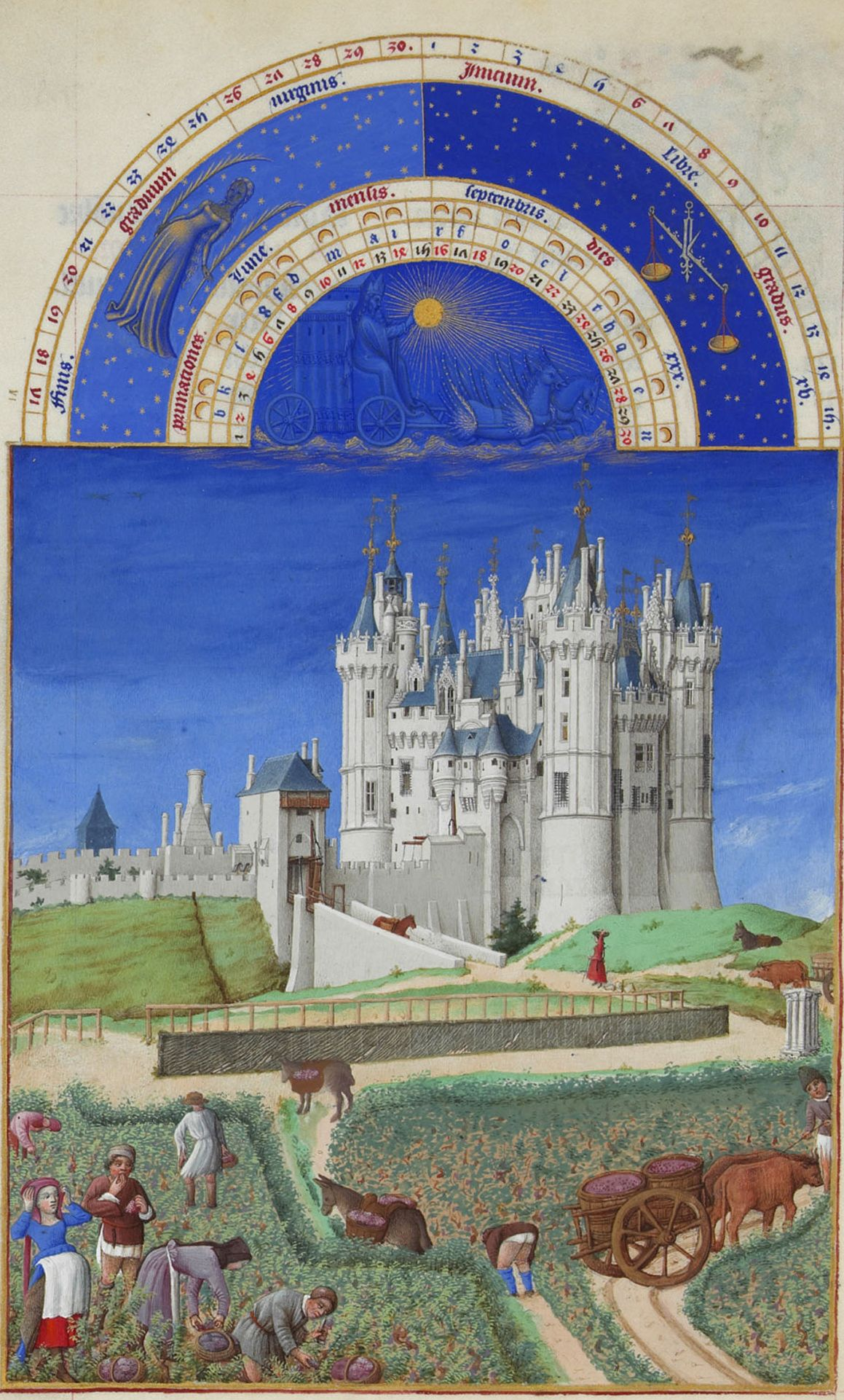
Setembre, a Les très riches heures du duc de Berry

- L'1 de setembre de 1939, les tropes alemanyes envaeixen Polònia, desencadenant la Segona Guerra Mundial.
- El 2 de setembre de 1945, el Japó signa el seu rendició davant els Aliats, posant fi definitivament a la Segona Guerra Mundial.
- El 6 de setembre de 1970, ocorre en Jordània una guerra civil, la qual cosa va ser anomenat posteriorment el Setembre Negre a Jordània.
- El 8 de setembre de 2022, mor la reina Isabel II del Regne Unit als 96 anys, després de 70 anys de regnat, el segon regnat més llarg.
- L'11 de setembre de 1973 a Xile es produeix un cop d'estat i comença la dictadura militar, que duraria fins a 1990.[16]
- L'11 de setembre de 2001, als Estats Units es perpetra el atac a les Torres Bessones.[17]
- El 13 de setembre se celebra la batalla de Chapultepec i els nens herois a Mèxic.
- El 15 de setembre se celebra l'aniversari de la signatura del Acta d'Independència de les Províncies Unides de Centreamèrica en Guatemala; on les actuals Repúbliques de Guatemala, El Salvador, Hondures, Nicaragua i Costa Rica s'independitzen d'Espanya.[18]
- El 16 de setembre se celebra l'aniversari de l'inici de la guerra d'Independència de Mèxic.[19]
- Depenent de l'any, entre el 21 i el 23 de setembre comença, a l'hemisferi sud, l'Hemisferi occidental i l'Hemisferi Oceànic la primavera i, a l'hemisferi nord, l'Hemisferi oriental i a l'Hemisferi Continental la tardor.[20]
- El 19 de setembre de 1985 en Mèxic, sofreix un sisme de magnitud de 8.1 de l'escala de richter. Afectant les zones centro, sud i occident de Mèxic, en particular a la Ciutat de Mèxic, afectant milers d'habitatges i familiars que vivien a la Ciutat de Mèxic, causant danys materials i perdudes humanes.Enderrocs d'habitatges i edificis afectats pel Terratrèmol de Mèxic de 1985.

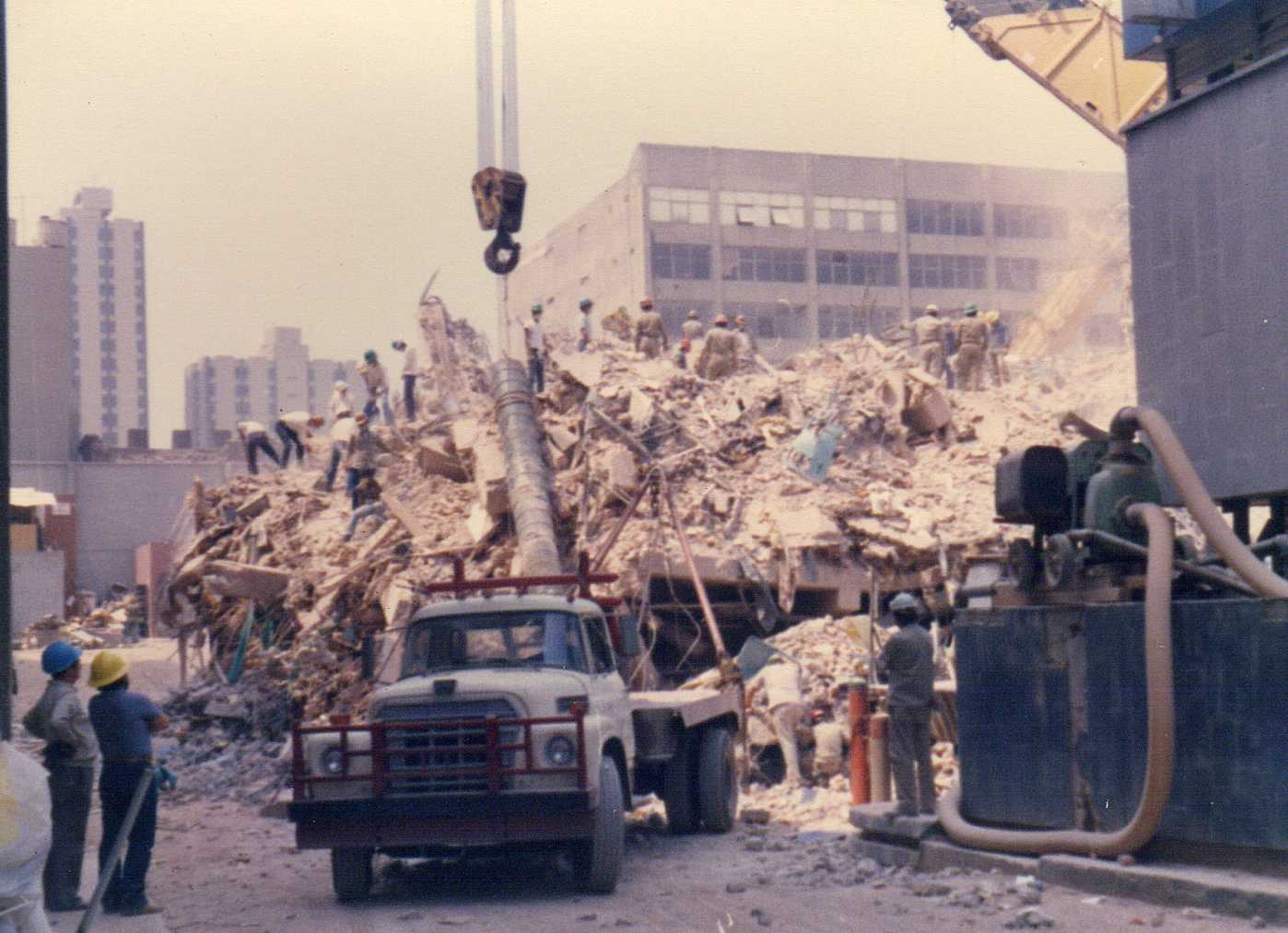
Enderrocs d'habitatges i edificis afectats pel Terratrèmol de Mèxic de 1985.

- El 21 de setembre se celebra a tot el món, el Dia Internacional de la Pau. Aquest se celebra cada any des del 2002. En 1981, l'Assemblea General de l'Organització de les Nacions Unides (ONU) va decidir que, cada any, el dia d'obertura del seu període ordinari de sessions seria proclamat oficialment com a Dia Internacional de la Pau, i estaria dedicat a "commemorar i enfortir els ideals de pau en cada nació, en cada poble i entre ells", segons deia la resolució 36/67. Però des del 28 de setembre de 2001, a partir de la nova resolució 55/282, va quedar proclamada com a data fixa per a celebrar el Dia Internacional de la Pau el 21 de setembre.
- El 19 de setembre de 2021 es produeix una erupció volcànica a l'illa de la Palma (Illes Canàries, Espanya).[21]
- El 21 de setembre a l'hemisferi nord comença l'equinocci de tardor. Mentre que a l'hemisferi sud comença l'equinocci de primavera.
- El 23 de setembre se celebra el Dia Internacional de la Bisexualitat.[22]

### Data variable
- Se celebra l'Oktoberfest alemany i el Festival de la Lluna d'Agost (més correctament anomenat Festival de Meitat de Tardor).[23]
- A Colòmbia, el tercer dissabte de setembre se celebra el dia de l'Amor i l'Amistat.
- Al Japó, el tercer dilluns de setembre se celebra el Dia del Respecte als Ancians.[24]
- En molts països de l'hemisferi nord al setembre comença l'any escolar.[25]
- Al Canadà i els Estats Units, el primer dilluns de setembre se celebra el Labor Day (Dia del Treball).[26]
- Al Canadà i els Estats Units, el primer diumenge després del Dia del Treball se celebra el Dia dels avis.[27]

## Altres noms
- En croat, setembre es diu rujan (‘[mes] vermell’) perquè les fulles es posen vermelles abans de caure a la tardor.
- En txec, setembre es diu září ('lluentor').
- En finès, setembre es diu syyskuu ('mes de tardor').
- En polonès, setembre es diu wrzesień ('el mes en què floreixen les flors calluna').
- En turc, setembre es diu eylül (en àrab eylûl), en siríac aylûl significa ‘raïm’; d'aquesta manera significaria mes del raïm. Una altra etimologia més probable ho fa provenir del mes hebreu Elul.
- En amhàric i tigrinya, setembre es diu meskerem, perquè és el mes en què floreixen les flors grogues meskerem, la qual cosa marca el començament de l'any nou d'acord amb els antics calendaris cristians ortodoxos d'Eritrea i Etiòpia, i també el començament de la gran estació de les collites en tots dos països.
- En xinès, setembre es diu 九月 (jiǔ yuè), que significa ‘mes nou’.
- A Paraguai en l'idioma guaraní setembre és Jasyporundy. "Jasy" significa lluna i "porundy" és el número nou. Fa referència al novè cicle de la lluna en un any.